# Diego De Castro
Diego De Castro (Pirano, 19 agosto 1907 – Roletto, 12 giugno 2003) è stato uno storico, scrittore e statistico italiano.

## Biografia
Nato da un'antica famiglia piranese, figlio di Domenico, insegnante scolastico, e di Anna Gabrielli, Diego De Castro frequentò le scuole elementari a Pirano e poi a Salvore, le secondarie a Trieste, dove ottenne il diploma nel 1925. Poi si iscrisse all'università a Roma dove si laureò con lode nel 1929, divenendo subito dopo l'assistente dello statistico Rodolfo Benini. Insegnò in varie università italiane tra cui Messina e Napoli. Nel 1938 fu fra i fondatori dell'Istituto di Statistica all'Università di Torino, dove ha insegnato per 32 anni.
Nel 1946 il governo italiano gli affidò degli incarichi legati alla preparazione del Trattato di pace di Parigi, e nel frattempo si recò sia nel Regno Unito sia negli Stati Uniti, dove diventò Fellow della Royal Statistical Society di Londra. Dal luglio 1952 all'aprile 1954 è stato il rappresentante diplomatico dell'Italia presso il Governo Militare Alleato a Trieste e Consigliere politico del Comandante della Zona angloamericana, generale Winterton.
Ha collaborato con molti giornali, tra cui Il Giornale di Trieste, Il Piccolo di Trieste e La Stampa dove ha pubblicato ben 1.500 articoli dal 1948 al 1981.
Nel 1965 ha ricevuto il Diploma di Medaglia d'Oro ai Benemeriti della Scuola della Cultura e dell'Arte, nel 1981 a Trieste gli è stato conferito il San Giusto d'Oro e nel 1993 la Comunità degli Italiani di Pirano Giuseppe Tartini gli ha assegnato il San Giorgio d'Oro, dedicandogli anche la biblioteca pubblica che, dai 4.200 libri iniziali, è passata recentemente a oltre 14.000 grazie a un cospicuo lascito effettuato per testamento da De Castro (di 10.000 volumi circa). Nel 1982 dopo 50 anni di insegnamento è andato in pensione per raggiunti limiti di età e l'anno successivo è stato nominato dal presidente della repubblica Sandro Pertini professore emerito. Nel 1997 l'Istituto per la Storia del risorgimento italiano, ha nominato De Castro socio onorario del Comitato di Trieste e Gorizia.
È morto a Roletto, in provincia di Torino il 12 giugno 2003 a ben novantacinque anni di età. Il suo corpo riposa attualmente nel cimitero della città di Pirano.

## Opere pubblicate
De Castro ha vissuto in prima persona la tormentata storia della sua città natale, Pirano, passata dall'Austria-Ungheria, all'Italia, da questa al Territorio Libero di Trieste e infine alla Slovenia, prima nell'ambito dello stato jugoslavo poi, dal 1991, come entità statuale indipendente. Su Pirano, sulle regioni dell'alto Adriatico (Istria, Dalmazia e Venezia Giulia) e su temi di respiro nazionale e internazionale, ha scritto un gran numero di articoli e saggi raggruppati cronologicamente qui di seguito.
- L'attrazione matrimoniale tra individui di uguale religione a Trieste (1904-1925)

"Bollettino dell'Istituto statistico-economico" della Regia Università di Trieste, 1927.
- La composizione della popolazione giuliana per sesso e per età dal 1910 al 1921

"Bollettino dell'Istituto statistico-economico" della Regia Università di Trieste", Anno IV, n. 3-4, 1928, pp. 65–80.
- Notizie sugli scambi internazionali dell'Europa orientale

Relazione presentata al Convegno di politica degli scambi internazionali, Roma, 3-7 marzo, pp. 31.
1930
- Qualche considerazione sui concepimenti antenuziali

"Bollettino dell'Istituto statistico-economico" della Regia Università di Trieste", 1930.
- Sulla estinzione delle popolazioni indigene delle Isole Mariane, Caroline e Palaos

"Rivista di Antropologia ", vol. XXX, 1932.
- I concepimenti antenuziali
- Atti del Congresso Internazionale per gli studi sulla popolazione, Roma Settembre 1931, Comitato Italiano per lo studio del problema della popolazione, Libreria Istituto Poligrafico dello Stato, Roma, 1932, pp. 52.
- La statistica giudiziaria penale

"Annali di Statistica", Istituto Centrale di Statistica del Regno d'Italia, Serie VI, Vol. XXIV, 1931, Libreria dell'Istituto Poligrafico dello Stato, Roma, 1932, pp. 288.
- Il rapporto dei sessi nei nati da concepimento antenuziale

"Giornale degli economisti", 1933.
- Statistica giudiziaria generale e statistica giudiziaria penale

"Rivista penale", 1933.
- - Alcuni concetti fondamentali di demografia e politica demografica

Torino, 1933. Il rapporto dei sessi nei nati da concepimento antenuziale, "Giornale degli Economisti", 1933.
Ancora sul rapporto dei sessi nei nati da concepimento antenuziale
"Giornale degli Economisti", 1934.
- Saggi di Statistica:

1) Una differenza nel rapporto dei sessi come effetto di ritardate denunce di nascita;
2) Possibilità e inizio di una indagine sull'estensione dell'uso di mezzi contraccettivi;
3) La condanna condizionale: Studio Statistico;
4) Saggio preliminare sulla criminalità di guerra;
5) Cenno sulla criminalità in Piemonte nella prima metà del secolo scorso;
6) Osservazioni sull'uso dei rapporti di concentrazione come misura della concentrazione industriale
estratto dal volume Studi del Laboratorio di finanza e altri saggi, Regio Istituto Superiore di Scienze Economiche e commerciali di Torino, Tipogr. Schioppo, Torino, 1934, pp. 174.
- Diminuisce o aumenta la criminalità in Italia?

"Scuola positiva", Rivista di diritto e procedura penale, 1934.
- Statistica economica. Lezioni

Libreria Scientifica Giappichelli, Torino, 1934.
- Alcune lezioni di statistica della criminalità

Libreria Scientifica Giappichelli, Torino, 1934, pp. 145.
- La sistemazione teorica della statistica giudiziaria

"Scuola positiva", Rivista di diritto e procedura penale, 1934.
- La decrescente applicazione della condanna condizionale

"Scuola Positiva", Rivista di diritto e procedura penale, Anno XIV, fasc. 7-8,1934, pp. 7.
- Riassunto delle lezioni di statistica economica. Statistica commerciale e industriale - La rilevazione e questioni connesse

Libreria Scientifica Giappichelli, Torino, 1934, pp. 146.
- Proposta di uno schema per la raccolta di dati statistici sui contratti di matrimonio

"Annuario di diritto comparato e di studi legislativi", Roma, 1934.
- Metodi per calcolare gli indici della criminalità

Istituto giuridico della Regia Università, Torino, 1934.
- Un nuovo metodo di rilevazione e di collocamento dei disoccupati

"Economia", 1935.
- Appunti di statistica demografica. Lezioni

Torino, 1935.
- L'andamento della criminalità negli ultimi tempi

"Scuola Positiva", Rivista di diritto e procedura penale, Nuova Serie, Anno XVI, 1936, pp. 11.
- Statistica del lavoro

Confederazione Fascista Lavoratori dell'Industria, Roma, 1936, pp. 128.
- Il problema dei collocamento dei lavoratori intellettuali in Francia e in Italia

"Rivista di legislazione scolastica comparata", Anno XIV, n. I, 19, 1936.
- Risultati di una indagine preliminare sull'estensione dell'uso dei mezzi contraccettivi

Relazione al II Convegno del Comitato di Consulenza per gli studi sulla popolazione, Roma, 1937.
- L'economia corporativa di S. E. Benini

"Rivista di Politica Economica", Anno XXVII, 1937, fasc. V, pp. 14.
- Sulla estinzione di popolazioni indigene nell'Etiopia

Atti del Terzo Congresso di Studi Coloniali, Firenze, 12-17 aprile 1937, pp. 106–121.
- - La determinazione del salario in base ai fattori biologici

Atti della XXVI Riunione della Società Italiana per il Progresso delle Scienze, Venezia 12-18 settembre 1937, pp. 49.
- Chi paga senza rivalsa la rendita fondiaria?

Comunicazione alla riunione della S.I.P.S., Venezia. 1938.
- Prezzi e politica dei prezzi in Italia, Germania e Francia nell'ultimo quadriennio

Roma, 1939.
- Statistica dell'alimentazione.

Lezioni
Torino, 1939.
- Appunti di demografia generale e comparata delle razze

Torino, 1939.
- Le curve di distribuzione degli utili delle società anonime

Istituto di statistica, Università di Torino, 1940.
- Qualche considerazione sull'evoluzione della criminalità

Istituto di Statistica, Università di Torino, 1940.
- L'età media degli sposi al matrimonio nel corso di due secoli

Istituto di Statistica, Università di Torino, 1940.
- I risultati della disciplina dei prezzi negli stati totalitari ed in Francia

"Autarchia", Rivista di studi economici, 1940.
- Prodotti tipici per l'abbigliamento

"Autarchia", Rivista di studi economici, 1940.
- La disciplina dei prezzi

"Autarchia", Rivista di studi economici, 1940.
- Demografia generale e demografìa comparata delle razze. Lezioni

Libreria Scientifica Giappichelli, Torino, 1940.
- Il commercio estero romeno e gli scambi con l'Italia

"Autarchia", Rivista di studi economici, 1940.
- Situazione attuale dei blocco dei prezzi

"Autarchia", Rivista di studi economici, 1940.
- Impostazione di due indagini sui bilanci familiari promosse dalla Confederazione fascista lavoratori industria

Atti della II Riunione Scientifica della Società Italiana di Statistica, Roma 26-28 giugno 1940, pp. 6.
- Programma e risultati di una statistica sindacale

Atti della V Riunione di Napoli della Società Italiana di Demografia e Statistica, Città di Castello, 1940, pp. 14–32.
- Lezioni su alcuni argomenti di statistica economica

Giappichelli Editore, Torino, 1940.
- Osservazioni sulla politica economica e sugli organi che la attuano

"Autarchia", Rivista di studi economici, 1941.
- Politica annonaria di guerra

"Bollettino dell'osservatorio studi della Confederazione Lavoratori dell'Industria", 1941.
- Riassunti delle lezioni di demografia generale e demografia comparata delle razze (dettati ai fini degli esami)

Giappichelli Editore, Torino, 1941, pp. 312.
1942
- Un indice di efficienza organizzativa delle associazioni sindacali dei lavoratori

Atti della III Riunione della Società Italiana di Statistica, Roma giugno-Luglio 1941, Ediz. Panetto e Petrelli, Spoleto, 1942, pp. 46.
- Osservazioni sulla concentrazione industriale

"Rivista del lavoro", 1942.
- Lezioni di statistica sindacale

Libreria Scientifica Giappichelli, Torino, 1942.
- Le variazioni della struttura demografica come causa prima dei sorgere delle economie controllate

Studi in memoria di Guglielmo Masci, Giuffrè, Milano, 1943, pp. 18.
- Movimento della criminalità

Voce del "Dizionario di criminologia", a cura di Fiorian, Niceforo, Pende, Vallardi, Firenze 1943.
- Statistica della criminalità

Voce del "Dizionario di criminologia", a cura di Fiorian, Niceforo, Pende, Vallardi, Firenze 1943.
- Statistica giudiziaria penale

Voce del "Dizionario di criminologia", a cura di Fiorian, Niceforo, Pende, Vallardi, Firenze 1943.
- Sintesi della situazione nella Venezia Giulia, Fiume e Zara

Ministero della Marina, Roma. 1944.
- Appunti sul problema della Dalmazia

Ministero della Marina, Roma, 1945.
- Lezioni di demografia

Giappichelli Editore, Torino, 1947.
- Lezione di statistica economica

Giappichelli Editore, Torino, 1947.
- Missione giuliana negli Stati Uniti

(di G. Dalma, D. De Castro, R. Luzzatto, A. Pecorari), a cura del Comitato Giuliano, Roma, 1947, pp. 9–16.
- Di un indice di criminalità e di un indice di criminosità

"Rivista Italiana di demografia e statistica", I, n. 2-3, ottobre 1947, pp. 211–222.
- Inflazione universitaria: il Mondo Europeo

Studio Statistico, 1947.
- Il diario di Pierfelice Gabrielli, Vienna 1848

"Pagine Istriane", 1947.
- Statistica dell'analfabetismo

Voce della Enciclopedia italiana.
1948
- Notizie sugli scambi internazionali nei paesi dell'Europa orientale

Relazione presentata al Convegno di politica degli scambi internazionali, Roma 3-7 marzo 1948, pp. 31.
- La sistemazione teorica della statistica giudiziaria

Giappichelli Editore, Torino, 1948.
- Il commercio con l'Europa orientale e il Piano Marshall

Atti ufficiali dei congresso internazionale dei parlamentari e degli esperti per lo sviluppo degli scambi commerciali, Genova, 1949.
- Statistica Medica (Relazione delle riunioni di)

Riunioni Medico-Chirurgiche Internazionali, Torino 30 maggio - 12 giugno 1951, "Minerva Medica", Anno XLII, vol. II, n. 88, 1951, pp. 7.
- Il problema di Trieste. Genesi e sviluppi della questione giuliana in relazione agli avvenimenti internazionali (1943-1952)

Cappelli, Bologna, 1953, pp. 680.
- Aspetti politici ed etnici della questione triestina

A cura del Comitato di Liberazione dell'Istria., 1953.
- Economic conditions of Trieste

in The Statist, 1953.
- Trieste: cenni riassuntivi sul problema giuliano nell'ultimo decennio

Cappelli, Bologna, 1953.
- La tutela della lingua e della cultura italiana nelle zone di confine

Relazione al 50º Congresso della Società Nazionale "Dante Alighieri", Trieste 1955, "I quaderni della Dante", IX, Trieste, 1955, pp. 46.
- La Regione Friuli-Venezia Giulia

Cappelli, Bologna, 1955.
- Misure statistiche della criminalità e della criminosità

Giuffrè, Milano, 1955.
- Osservazioni alla relazione del Prof. Travaglini sulle modifiche di insegnamento nelle facoltà di economia

"Economia internazionale", Vol. VII, n. I, 1955.
- La mortalità perinatale e materna

in G. Dellepiane e D. De Castro, Le basi clinico statistiche per un orientamento circa l'organizzazione dell'assistenza ostetrica, Relazione al XLV Congresso della Società Italiana di Ostetricia e Ginecologia, Napoli, 1956, pp. 8.
- Il problema del collocamento dei lavoratori intellettuali in Francia ed in Italia

Roma, 1956.
- Le basi clinico-statistiche per un orientamento circa l'organizzazione dell'assistenza ostetrica

Fidenza, 1956.
- Influenze dottrinali economiche statistiche e sociologiche nel pensiero di Antonio Genovesi

in Studi in onore di Antonio Genovesi, Napoli, 1956, pp. 85–112.
- Il "buon governo" nelle zone di confine

Discorso tenuto in occasione dell'inaugurazione a.a. 1955-56 dell'Accademia di studi economico e sociali del "Cenacolo Triestino", Trieste, febbraio 1957, pp. 13–31.
- Riunioni di statistica medica

"Minerva medica", 1, 1957.
- Statistica medica e statistica per medici

Torino, 1957.
- Indici di criminosità e di criminalità

Roma, 1957.
- Considerazioni sulle statistiche relative agli incidenti stradali

"La riforma medica", n.4, 1959.
- Le strade dell'economia dentro e fuori l'azienda

Saluzzo, 1959.
- Prefazione a Basilio Giardina, Manuale di statistica aziendale

FrancoAngeli, Milano, 1960.
- Genetica e statistica

Istituto di genetica, Università di Roma, Roma, 1961.
- Smoking and Lung Cancer, Discussion

33rd Session International Statistical Institute, Paris, August 29 - September 8, 1961, pp. 8 (dattiloscritto).
- Il movimento naturale di alcuni nuclei demografici del Piemonte dalla fine del secolo XVI

"Rivista internazionale di scienze sociali", Anno LXX, Serie III, vol. XXXIII, fasc. III, 1962, pp. 245–253.
- Influenza e problemi della immigrazione in Piemonte

Relazione statistica presentata alla "Giornata Rotariana 1962", Rotary Club di Torino, 5 maggio 1962, pp. 37, (dattiloscritto).
- Rappresentatività dell'indice dei costo della vita

Torino, 1963.
- Relazioni tra il voto dato dal professore e quello datosi dallo studente in alcune materie d'esame universitario

Atti della XXIII Riunione Scientifica della Società Italiana di Statistica, Roma, 29-30 ottobre 1963, pp. 11–53.
- Le variazioni nel tempo della mortalità per tumori secondo la loro localizzazione

Atti del Secondo Simposio di Statistica Medica dell'Istituto Centrale di Statistica, 27-28 ottobre 1963, Roma, "Annali di statistica", Anno 93, Serie VIII, vol.14, "Statistica medica", 1964, pp. 29–58.
- Attilio Garino Canina (1881-1964)

Annuario a.a. 1963-64 dell'Università degli Studi di Torino, pp. 6.
- Revisione del censimento austriaco del 1910 a Trieste

1964.
- Attilio Garino Canina (1881-1964)

(Cenni biografici e opere), Commemorazione di Arrigo Bordin e Attilio Garino Canina, 27 novembre 1964, Facoltà di Economia e Commercio dell'Università degli Studi di Torino, 1964, pp. 15–24.
- Recherches docimologiques sur quelques matières inscrites au programme d'examens universitaires

"Le travail humain", n.3-4, 1965, pp. 231–262.
- Docimological enquiries into examinations Concerning some university-teachings

Riunione Istituto internazionale di statistica a Belgrado, 1965.
- Come si devono interpretare in demografia i concetti connessi alla misura del tempo

Dispensa del Corso di demografia, Facoltà di Economia e Commercio, Università di Torino, 1965, pp. 87 (dattiloscritto).
- L'interesse della massa per i vari problemi misurato attraverso gli argomenti trattati dai quotidiani nel 1868 e nel 1965

In Il giornalismo italiano dal 1861 al 1870, Atti del 5º Congresso dell'Istituto Nazionale per la storia del giornalismo, Ed. 45 Parallelo, Torino, 1966, pp. 181–188.
- L'opera dantesca di Rodolfo Benini

"Lettere italiane", XVII, fasc. I, 1966, pp. 97–100.
- Dante uomo di scienza nella interpretazione di Rodolfo Benini

Comunicazione al Rotary Club di Torino Centro, 10 marzo 1966, pp. 15.
- L'influenza delle diagnosi nella statistica delle malattie cardiovascolari

Terzo Simposio di Statistica Medica - Istituto Centrale di Statistica - 29-30 novembre 1964 Roma, "Annali di statistica", Serie VIII, vol.18, "Statistica Medica", 1966, pp. 32.
- La statistica come metodologia della scienze sociali

Istituto di statistica e ricerca sociale "C. Gini", 1966
- Fattori influenti sulla modificazione della probabilità di morte per cancro

"Il Cancro", periodico dell'Istituto di Oncologia di Torino, XIX, n. 3, 1966, pp. 222–238.
- La riforma delle statistiche giudiziarie

In Atti del Simposio internazionale sul tema "La statistica come metodologia delle scienze sociali", Roma 13-15 marzo 1966, Istituto di Statistica e ricerca sociale "C.Gini", Facoltà di Scienze Statistiche Demografiche e Attuariali, Università di Roma, 1966, pp. 30.
- Risultati di alcune indagini docimologiche e relazioni tra tests ed esami

Atti della XXV Riunione Scientifica della Società Italiana di Statistica, Bologna 29-30 maggio 1967, Vol. II, pp. 1275–1318.
- La formazione scientifica di Dante nella interpretazione di Rodolfo Benini

Annali dell'Istituto di Statistica, Università degli Studi di Bari, a.a. 1966-67, pp. 13–40 (estratto); testo della conferenza tenuta il 16.5.66 per l'Università di Bari e la Società "Dante Alighieri".
- L'anziano e l'automobile

Interventi alla Tavola rotonda del XV Congresso Nazionale della Società Italiana di Gerontologia e Geriatria, Torino, 16-18 novembre 1967, "Giornale di gerontologia", XXXIX, supplemento, pp. 16, 20, 26, 27, 33, 34.
- Sociologia e statistica del suicidio

Relazione al Convegno sul Suicidio, Torino, 3-4 dicembre 1966, "Minerva Medica", vol. 59, n. 91, 14 novembre 1968, pp. 4858–4865.
- Proposta di indagini su lingue e dialetti nel censimento del 1971

Società Italiana di Statistica, XXVI Riunione Scientifica, Firenze, 6-8 dicembre 1969, pp. 16.
- Italiani e slavi a Trieste: La natalità

In Scritti in onore di Guglielmo Tagliacarne, 1974.
- L'età media degli sposi al matrimonio nel corso di due secoli

In Studi in onore di Paolo Fortunati, 1976.
- Intervento sui problemi dibattuti alla Conferenza mondiale della popolazione dei 1974

"Quaderni dei corso di demografia", n. 1, Università di Modena, 1976.
- La revisione luogotenenziale dei censimento austriaco dei 1910 a Trieste

"Rivista italiana di economia, demografìa e statistica", 1977.
- Appunti di Statistica per gli studenti

Istituto di Statistica, Università di Roma, 1977.
- Osservazioni sul Trattato di Osimo nell'equilibrio politico italo-jugoslavo ed europeo

Prefazione a C. G. Strohm, Senza Tito può la Jugoslavia sopravvivere?, Lint, Trieste, 1977, pp. 9–23.
- Cenno storico sul rapporto etnico tra italiani e slavi in Dalmazia

In Studi in memoria di Paola Maria Arcari, Edizioni Giuffrè, 1978.
- Geografia economica e statistica

Atti del convegno sulla funzione della geografia economica nella formazione economica e professionale, 1979.
- La questione di Trieste. L'azione politica e diplomatica italiana dal 1943 al 1954

Edizioni Lint, Trieste, 1981
- Vol. 1 - Cenni riassuntivi di storia della Venezia Giulia sotto il profilo storico-politico. Il dissolvimento della Venezia Giulia e la fase statica del problema, pp. 956
- Vol. 2 - La fase dinamica, pp. 1112
Presentazione dell'Editore
Nota dell'Autore
Avvertenza dell'Autore (al primo volume)
Avvertenza dell'Autore (al secondo volume)
Autocritica e Addenda
Indici dell'opera
Bibliografia
- Onorare tutti i morti

Prefazione a Il lapidario ai deportati nel maggio '45, Comune di Gorizia, 1986.
- Ricordi di quei giorni

Prefazione a S. Sprigge, Trieste Diary - maggio - giugno 1945, Editrice Goriziana, Gorizia, 1989, pp. 9–23.
- Minoranza, una presenza da salvare

Istriani di qua e di là dal confine. Storia, problemi, testimonianze, "Il territorio", n. 25, Ronchi dei Legionari, 1989, pp. 14–34.
- Oltre Osimo

Etnicità e stato, "La battana", n. 93-94,1989, p. 185-189.
- Prefazione a R. Pupo, Del Bianco, Fra Italia e Jugoslavia, saggi sulla questione di Trieste 1945-1954, 1989.
- Ricordo di Alessandro Costanzo

"Rivista Statistica", n. 4, 1989.
- Ricordo di Pier Paolo Luzzatto Fegiz

"Rivista Statistica", n. 4, 1989.
- Postfazione a F. Anzellotti, Zara Addio, Editrice Goriziana, Gorizia, 1990.
- Proposta per una commissione di indagine sulle foibe e sulle fosse comuni

"Quaderni del Centro studi economico-politici Ezio Vanoni", n.20-21, 1990.
- Le relazioni tra Italia e Jugoslavia dal 1918 al 1948

Volume dell'Associazione giovanile italiana, Gorizia, 1990.
- Trieste 1954: L'altra soluzione

Diplomazia e Storia delle relazioni internazionali. Studi in onore di Enrico Serra, Edizioni Giuffrè, Milano, 1991.
- Jugoslavia una guerra alle porte di casa

"Quaderni dei Centro studi politico-economici Ezio Vanoni", n. 23-24, 1991.
- Prefazione a M. Cecovini, Dare e avere per Trieste. Scritti e discorsi politici 1946-1979, Del Bianco Editore, Udine, 1991.
- Appunti sul problema della Dalmazia

"Rivista Dalmatica", Volume LXIII, n. 2, 1992.
- Prefazione a N. Luxardo De Franchi, Dietro gli scogli di Zara, Editrice Goriziana, Gorizia, 1992; 2ª ed. 1993; 3ª ed. 1999, Editrice Goriziana, Gorizia
- Le relazioni italo jugoslave

In Un impegno per la cultura del dialogo e del confronto, "Serie Quaderni", VI, Circolo di cultura istro-veneta 'Istria', 1992, pp. 9–12.
- Corrispondenza con Biagio Marin

"Studi Mariniani", 1992.
- Zara e Lagosta nel 1920-21

"Rivista Dalmatica" , Volume LXIII, n. 4, 1992.
- Prefazione a M. Mengaziol, Terra rossa. La grande epopea dell'Istria austriaca e italiana sino al dramma dell'esodo, Edizioni Italo Svevo, Trieste, 1993, pp. 7–12.
- Trieste 1953 ed il destino dell'Istria

Prefazione a G. Chicco, Trieste 1953 nei rapporti U.S.A., Edizioni Italo Svevo, Trieste, 1993, pp. 5–12.
- Prefazione a M. Cecovini, Dare e avere per Trieste. Scritti e discorsi politici 1980-1983, Del Bianco Editore, Udine, 1993.
- Ricordo di Basilio Giardina

"Rivista Statistica", Anno LIII, aprile-giugno, 1993.
- Appunti marginali al primo numero

"Trieste e oltre", anno I, 1993.
- L'italianità dell'internazionalista Vittorio Vidali

"Trieste e oltre" , Anno I, 1994.
- La città ha prospettive, però bisogna…"

"Lettere triestine", Anno I, 1994.
- Il Comitato giuliano di Roma

L'altra Resistenza. La guerra di liberazione a Trieste e nella Venezia Giulia, 1995.
- Prefazione a P. Kandier, Pirano, MGS Press, Trieste, 1995, pp. 5–12.
- Prefazione a M. Cecovini, Dare e avere per Trieste. Scritti e discorsi politici 1984-1994, Edizioni del Bianco, Collaredo di Montalbano, 1995.
- Breve storia della mia famiglia

Cognomi del Comune di Pirano, "Lasa pur dir", Periodico della Comunità degli Italiani "Giuseppe Tartini" di Pirano, n. 11, Edizioni Il Trillo, Pirano, 1996, pp. 3–19.
- Considerazioni sul futuro di Trieste

Il confìne riscoperto. Beni degli esuli, minoranze e cooperazione economica nei rapporti dell'Italia con Slovenia e Croazia, a cura di T. Favaretto e E. Greco, Edizioni Franco Angeli, Milano, 1997, pp. 154–162.
- Lettera di Giovanni Battista De Castro al Doge di Venezia e risposta di quest'ultimo

(presentazione della), "Lasa pur dir", Periodico della Comunità degli Italiani "Giuseppe Tartini" di Pirano, agosto, Edizioni Il Trillo, Pirano, 1997, p. 7.
- Lettera al dott. Apollonio

"Lasa pur dir", edizione speciale Dedicato ai 20 anni del "Lasa pur dir" 1976-1997, Periodico della Comunità degli Italiani "Giuseppe Tartini" di Pirano, Edizioni Il Trillo, Pirano, 1997, p. 63.
- Alla Comunità degli italiani di Pirano

"Lasa pur dir", edizione speciale dedicata ai 20 anni del "Lasa pur dir" 1976-1997, Periodico della Comunità degli Italiani "Giuseppe Tartini" di Pirano, Edizioni Il Trillo, Pirano, 1997, p. 65.
- Memorie di un novantenne. Trieste e l'Istria

MGS Press, Trieste, 1999, pp. 260.
Indice
- Prefazione a S. Lusa, Slovenia-Italia 1990-1994

Pirano, Il Trillo, 2001.
Prefazione
- Capitolo V in M. Maranzana, Trieste Emigra

Firenze, Demetra, 2002.
- Prefazione a M. Maurel, Il paese del faro

Trieste, 2002.